# チャド・コーン
チャド・コーン（Chad Cohn、1983年8月12日 – ）は、アメリカ合衆国のウィルチェアーラグビー選手。アリゾナ州ツーソン出身。ピマ・コミュニティ・カレッジ出身。
2009年と2011年のIWRF米州選手権で金メダルを獲得。また2011年と2012年に国内選手権大会で優勝した。また2012年夏季パラリンピックにてウィルチェアーラグビー競技に出場し、銅メダルを獲得した。